# موسى دياغانا
موسى دياغانا (بالفرنسية: Moussa Diagana)‏ (و. 1946 – 2018 م) هو كاتب، وكاتب سيناريو موريتاني، توفي عن عمر يناهز 72 عاماً.